# Purosangue Orientale
Purosangue Orientale hay còn gọi là Puro Sangue Orientale (PSO) (en: Oriental Purebred), là một giống ngựa được phát triển tại Vương quốc Ý bởi Nghị định Hoàng gia số 2690 ngày 19 tháng 9 năm 1875, tạo ra một cuốn sách về giống dành riêng cho giống ngựa này. Bắt đầu từ năm 1864, Chính phủ Ý đã phái các đại diện đến Syria và Mesopotamia để mua ngựa Ả Rập được lai tạo trực tiếp từ các bộ lạc Bedouin. Vô số ngựa và ngựa đã được mua và mang về Sicily, nhiều con trong số đó đã được định sẵn cho Trạm Remount Hoàng gia ở Catania.
PSO là giống ngựa Ý được công nhận chính thức lâu đời nhất. Giống ngựa này có ngoại hình gần giống với ngựa Ả Rập, tuy nhiên cao hơn một chút và có vóc dáng đáng kể hơn. Chiều cao nằm trong khoảng từ 14,1 đến 15,1 hand (57 đến 61 inch, 145 đến 155 cm), với một số cá thể đạt 15,3 hand (63 inch, 160 cm). Chiều cao trung bình của con đực là 148 cm, chu vi xương hàm thiếc là 19 cm và chu vi ngực là 174 cm. Bộ lông của nó thường là thường có màu hồng ngựa, hạt dẻ hoặc màu xám. Do đó, giống ngựa này cũng có ngoại hình tương đồng như ngựa Shagya hoặc Ngựa Tersk. Ngày nay chỉ có 170 cá thể thuộc giống ngựa này, trong đó 150 con sống ở Sicily. Số lượng của nó đã giảm và Ban quản lý Trại ngựa giống nơi nó được lai tạo đang thực hiện chính sách lai với các chủng ngựa Ả Rập khác, gây ra sự pha loãng các phẩm chất của chủng giống Ngựa sa mạc Syria gốc.